# Vũ Hà Văn
Vũ Hà Văn (sinh ngày 12 tháng 6 năm 1970 tại Hà Nội) là nhà Toán học Việt Nam, hiện đang làm giáo sư Toán học ở Đại học Yale. Ông đã đoạt giải Pólya (SIAM) năm 2008 của Hội đồng Quốc tế về Toán Công nghiệp và Ứng dụng cho công trình nghiên cứu về tập trung độ đo (concentration of measure). Giải thưởng Fulkerson (2012) của Hội Toán học Hoa Kỳ (AMS). Thành viên danh dự (Fellow) của Hội Toán học Hoa Kỳ và Hội Thống kê Toán học Thế giới (IMS). Giám đốc Khoa học Viện Nghiên cứu Dữ liệu lớn VinBigData thuộc tập đoàn Vingroup.

## Tiểu sử
Vũ Hà Văn sinh ra tại Hà Nội, là con trai của nhà thơ Vũ Quần Phương và dược sĩ Đào Thị Hường. Vũ Hà Văn học trung học tại trường Chu Văn An và Hà Nội - Amsterdam. Sau khi tốt nghiệp trung học, ông được cấp học bổng sang học ở Hungary (1987). Lúc đầu, ông học khoa điện tử, nhưng sau một năm rưỡi ông chuyển sang học toán học ở Đại học Eötvös Loránd và đỗ cử nhân toán học năm 1994.
Ông bảo vệ luận án tiến sĩ Toán học tại Đại học Yale, Hoa Kỳ năm 1998, dưới sự hướng dẫn của giáo sư László Lovász (giải thưởng Abel 2021. Sau thời gian nghiên cứu sau Tiến sĩ tại Viện Nghiên cứu cấp cao (IAS) Princeton và Microsoft, từ năm 2001 đến 2005, ông làm việc ở Đại học California tại San Diego và được phong Giáo sư (full professor). Từ mùa thu năm 2005, ông là Giáo sư toán học tại Đại học Rutgers và từ năm 2011 là Giáo sư, giữ ghế Percey F. Smith tại khoa Toán, Đại học Yale.
Năm 2018, ông cũng là Giám đốc khoa học Quỹ Đổi mới sáng tạo Vingroup (VINIF) và Viện Nghiên cứu Dữ liệu lớn (VinBigdata) của Tập đoàn Vingroup.

## Công trình tiêu biểu
Trong khoảng thời gian 1996-2002, Vũ Hà Văn cùng với Jeonghan Kim (giải thưởng Fulkerson 1997),  phát triển lý thuyết về độ tập trung các hàm phi-Lipschitz. Sau đó, như một ứng dụng, ông chứng minh một dạng mạnh hơn của bài toán Waring. Năm 2008, ông được trao Giải thưởng Polya (SIAM) cho lý thuyết này.
Năm 2003, Vu Hà Văn và Endre Szemeredi (giải thưởng Abel 2012) giải quyết bài toán Erdos-Folkman được đặt ra năm 1966: Môt tập hợp các số nguyên dương A phải có mật độ như thế nào để mọi số nguyên đủ lớn có thể được biểu diễn dưới dạng tổng của một tập con của A?
Vào năm 2006, Vũ Hà Văn và Terence Tao (giải thưởng Fields 2006)  đã xuất bản cuốn sách “Số học tổ hợp” (Additive Combinatorics, Cambridge Univ. Press). Trong gần 30 bài báo khoa học, họ cùng nhau phát triển lý thuyết Inverse Littlewood-Offord và nghiên cứu môt số vấn đề mấu chốt của  lý thuyết ma trận ngẫu nhiên.
Năm 2007, cùng với Anders Johansson và Jeff Kahn (giải thưởng Polya 1996), Vũ Hà Văn chứng minh giả thuyết Shamir trong lý thuyết đồ thị ngẫu nhiên. Công trình được hội toán học Mỹ trao  giải thưởng Fulkerson năm 2012.
Năm 2010, Terence Tao và Vũ Hà Văn chứng minh định luật vòng tròn (Circular Law) trong lý thuyết ma trận ngẫu nhiên. Đây là thể phi đối xứng của đinh luật nửa vòng tròn (Semi-Circle Law) của Wigner.
Vào năm 2011, họ đã chứng minh định lý "bốn thời điểm", thiết lập tính phổ biến của luật địa phương về giá trị riêng của ma trận ngẫu nhiên. Các kết quả tương tự cũng được László Erdös, Horng-Tzer Yau, và Jun Yin thu được vào khoảng thời gian đó.

## Trang mạng giáo dục
Cùng với nhà giáo Phạm Toàn, và giáo sư toán học Ngô Bảo Châu, GS Vũ Hà Văn mở một trang mạng giáo dục với tên là Học thế nào Lưu trữ ngày 26 tháng 2 năm 2021 tại Wayback Machine chính thức hoạt động vào ngày 1/5/2013 với kỳ vọng đóng góp vào việc tìm ra phương hướng giải quyết các vấn đề của giáo dục Việt Nam.

## Viện Nghiên Cứu Dữ Liệu Lớn (VinBigdata)
Tháng 8/2018, Giáo sư Vũ Hà Văn trở về Việt Nam tham gia thành lập Viện Nghiên Cứu Dữ Liệu Lớn (VinBigdata), thuộc Tập đoàn Vingroup với vai trò Giám đốc khoa học.
Tầm nhìn của VinBigdata là trở thành trung tâm nghiên cứu khoa học công nghệ, dữ liệu dẫn đầu Việt Nam. VinBigdata tập trung thúc đẩy các hoạt động nghiên cứu phát triển hướng tới các sản phẩm cụ thể phục vụ xã hội.
Một số sản phẩm tiêu biểu của VinBigdata và công ty spin-off là Genestory (công ty do ông sáng lập và làm chủ tịch).
- Bản đồ 1000 hệ gen người Việt[27][28]
- Hệ thống trợ lý ảo Vivi.[29] Giải thưởng sản phẩm công nghệ tiềm năng 2022[30]
- Xe tự hành cấp độ 4[31]
- Hệ thống Ai trong xét nghiệm ảnh y tế[32][33]
- Chương trình "Thuốc đúng cho em" hỗ trợ trẻ em nghèo bị bệnh động kinh[34]. Giải thưởng Human Act Prize 2023[35].

## Quỹ Đổi mới sáng tạo Vingroup (VINIF)
Đồng thời với VinBigdata, GS Vũ Hà Văn còn làm giám đốc khoa học quỹ VINIF (Vingroup Innovation Foundation) trực thuộc Viện Nghiên Cứu Dữ Liệu Lớn.
Quỹ Đổi mới sáng tạo Vingroup (VinIF) được tập đoàn Vingroup thành lập ngày 21/08/2018 với chức năng hỗ trợ các tổ chức, cá nhân thực hiện nghiên cứu khoa học, công nghệ và đổi mới sáng tạo, nhằm mục đích tạo ra những thay đổi tích cực và bền vững cho Việt Nam.
Các chương trình tài trợ chính của Quỹ đổi mới sáng tạo Vingroup:
- Tài trợ Dự án Khoa học và Công nghệ
- Hợp tác, tài trợ sự kiện và hội thảo
- Khóa học ngắn hạn và Giáo sư thỉnh giảng
- Học bổng Thạc sĩ, Tiến sĩ trong nước[37][38]
- Học bổng sau Tiến sĩ trong nước
- Tài trợ và hợp tác đào tạo Thạc sĩ
- Lưu giữ các giá trị Văn hoá, Lịch sử

Sau hơn 3 năm thành lập và phát triển, VINIF đã hợp tác với hơn 90 viện nghiên cứu, trường đại học trong cả nước, tài trợ và quản lý 83 dự án, cấp 750 học bổng Thạc sĩ, Tiến sĩ, cấp 30 học bổng sau Tiến sĩ, tài trợ và hợp tác 6 đề án đào tạo Thạc sĩ, tổ chức và tài trợ nhiều hội thảo, sự kiện khoa học - công nghệ, tổ chức 36 bài giảng đại chúng với hơn 300,000 lượt theo dõi trực tiếp, với tổng kinh phí tài trợ hơn 600 tỷ đồng.